# Frans Michael Franzén
Frans Michael Franzén, švedski pesnik, knjižničar, zgodovinar, akademik in škof, * 9. februar 1772, † 14. avgust 1847.